# Rhynchospora elatior
Rhynchospora elatior là loài thực vật có hoa trong họ Cói. Loài này được Kunth miêu tả khoa học đầu tiên năm 1837.